# Baywatch Nights
Baywatch Nights è lo spin-off del telefilm Baywatch trasmesso in syndication dal 1995 al 1997, per un totale di 44 episodi suddivisi in due stagioni, in contemporanea della sesta e settima stagione della serie madre.
L'episodio pilota della serie avviene nel corso della quinta stagione della serie madre con l'episodio 11 e 12.

## Trama
Mitch Buchannon, il tenente dei guardaspiaggia di Baywatch, oltre al suo lavoro, decide di intraprendere la professione di detective privato, iniziando ad indagare su crimini connessi a volte con il suo lavoro di guardaspiaggia. Insieme al suo amico e poliziotto Garner Ellerbee (Gregory Alan Williams) e la detective Ryan McBride (Angie Harmon), Mitch apre un'agenzia investigativa aiutato da Destiny Desimone (Lisa Stahl) conosciuta negli episodi di Baywatch "4x09 Uomo di ferro - 5x09 Vento caldo", Madonna (Denise Bella-Vlasis) e da Lou Raymond (Lou Rawls).
Dall'undicesimo episodio entrano nel cast Donna Marco interpretata da Donna D'Errico e Griff Walker interpretato da Eddie Cibrian. Nella seconda stagione, a causa degli ascolti poco soddisfacenti della prima, i produttori hanno deciso di orientare la serie verso un genere fantascientifico. Così entra nel cast Diamont Teague interpretato da Dorian Gregory, un esperto del paranormale. Successivamente il personaggio di Donna Marco entra nel cast della originale Baywatch.
Tra le guest star troviamo molti attori e attrici di Baywatch come Billy Warlock nel ruolo di Eddie Kramer, Yasmine Bleeth in quello di Caroline Holden, Michael Newman nel ruolo di Mike "Newmie" Newman e Carmen Electra in quello di Candy. Successivamente Carmen Electra entrò nel cast della serie madre nel ruolo di Lani McKenzie.

## Episodi
| Stagione         | Episodi | Prima TV originale | Prima TV Italia |
| ---------------- | ------- | ------------------ | --------------- |
| Prima stagione   | 22      | 1995-1996          | 1997            |
| Seconda stagione | 22      | 1996-1997          | 1998            |